# Sonic Advance
Sonic Advance (яп. ソニック アドバンス, Сонікку Адобансу) — перша відеогра з серії Sonic the Hedgehog на ігрову консоль Game Boy Advance. Розроблено компанією Dimps спільно з Sonic Team. За геймплеєм гра схожа на перші ігри серії Sonic the Hedgehog.

## Сюжет
Їжак Сонік розшукує Еггмана по всьому Південному острову, збираючи Смарагди Хаосу. Коли їжачок прибуває на Острів Ангела, він знаходить там робота — Хутра Наклза, і ракету, побудовану Еггманом. За допомогою неї Сонік відправляється в космос, де знаходить Еггмана і перемагає його. Гра має дві кінцівки:
- Поганий кінець: якщо Сонік не зібрав всі сім смарагдів Хаосу, то він падає на Землю, де його, за допомогою свого літака «Торнадо», ловить лисеня Тейлз.

- Хороший кінець: якщо гравець зібрав всі Смарагди Хаосу, Сонік перетворюється в Супер Соніка і переслідує Еггмана на Місяці. Після поразки Еггман відлітає. Тейлз, Наклз, та Емі цікавляться, що трапилося з Соніком, і через кілька днів Тейлзу вдається знайти його.

## Геймплей
Гра має 2D режим, як більшість ігор, які були на Sega Mega Drive. Гра змішує елементи з оригінальної серії гри Sonic the Hedgehog з серіями Sonic Adventure. Мета гри — пройти етап до кінця, знищуючи ворогів, збираючи кільця і шукаючи сім смарагдів Хаосу.

### Зони
- Neo Green Hill Zone — барвиста зона, нагадує «Green Hill Zone» з Sonic the Hedgehog та «Emerald Coast» з Sonic Adventure.
- Secret Base Zone (укр. Секретна база) — завод-місто Еггмана.
- Casino Paradise Zone (укр. Рай казино) — рівень казино.
- Ice Mountain Zone (укр. Гора льоду) — крижана область. Глибокий сніг гальмує рух і є кілька підводних тунелів.
- Angel Island Zone (укр. Острів Ангела) — рівень, який складається з руїн.
- Egg Rocket Zone (укр. Яйце-ракета) — зона з одним актом. Проходиться без боса, де гравець повинен піднятися на вершину гори за п'ять хвилин і полетіти на ракеті в космос.
- Cosmic Angel Zone (укр. Космічний ангел) — завод Еггмана, що складається з одного акту.
- X Zone — останній рівень для всіх персонажів (окрім Соніка), Еггман з'являється тут тричі. У перших двох Еггман повторює босів з Sonic the Hedgehog та Sonic the Hedgehog 2 відповідно.
- Moon Zone (укр. Місяць) — фінальний рівень гри, доступний тільки для Супер Соніка, де гравець повинен знищити винахід Еггмана.

### Чао-сад
У Sonic Advance, як у Sonic Advance 2 і Sonic Pinball Party присутній Чао-сад. Він схожий на Чао-сад, які можна знайти в Sonic Adventure та Sonic Adventure 2. Гравець може переміщати Чао з Sonic Adventure 2: Battle в Sonic Advance за допомогою спеціального кабелю GCN-GBA .. На відміну від Чао-саду в Sonic Adventure та Sonic Adventure 2, Чао-сад у Sonic Advance має багато обмежень.
У Чао не відображається вік, можна використовувати тільки фрукти і три іграшки, які повинні бути куплені в Чао-магазині, і тільки один Чао може існувати в саду. Яйця можна зберігати в саду теж, якщо немає жодного Чао.
Фрукти, іграшки та яйця можна купити за допомогою кілець. Кільця можна отримані, граючи у дві міні-ігри: в карти, і в камінь-ножиці-папір.

## SonicN

Коробка SonicN та MMC-картка з грою

SonicN — гра для портативної ігрової консолі N-Gage від компанії Sega з серії Sonic the Hedgehog. Є портом гри Sonic Advance для Game Boy Advance. У цій версії відсутній Чао-сад і мультиплеєр.

## Оцінки та думки
| Агрегатор    | Оцінка |
| ------------ | ------ |
| GameRankings | 84,11% |
| Metacritic   | 87/100 |

| Видання                   | Оцінка  |
| ------------------------- | ------- |
| AllGame                   | [ 4 ]   |
| Computer and Video Games  | 8.0/10  |
| Electronic Gaming Monthly | 7.67/10 |
| Game Informer             | 8.5/10  |
| GamePro                   | [ 7 ]   |
| GameSpot                  | 7.9/10  |
| GameSpy                   | 88/100  |
| IGN                       | 9.1/10  |
| Nintendo Power            | 4.2/5   |

Від гравців та критиків гра отримала високі оцінки. Успіхи гри привели до появи двох продовжень ігор, Sonic Advance 2 та Sonic Advance 3, а також спін-офф та Sonic Battle та Sonic Pinball Party.
У березні 2009 року, Official Nintendo Magazine поставив гру Sonic Advance на 75 місце як найбільшу гру коли-небудь випущену на консолі Nintendo.